# Bouc-Bel-Air
Bouc-Bel-Air is een gemeente in het Franse departement Bouches-du-Rhône (regio Provence-Alpes-Côte d'Azur). De plaats maakt deel uit van het arrondissement Aix-en-Provence. Bouc-Bel-Air telde op 1 januari 2022 15.367 inwoners.

## Geografie
De oppervlakte van Bouc-Bel-Air bedroeg op 1 januari 2022 21,75 vierkante kilometer; de bevolkingsdichtheid was toen 706,5 inwoners per km².
De onderstaande kaart toont de ligging van Bouc-Bel-Air met de belangrijkste infrastructuur en aangrenzende gemeenten.

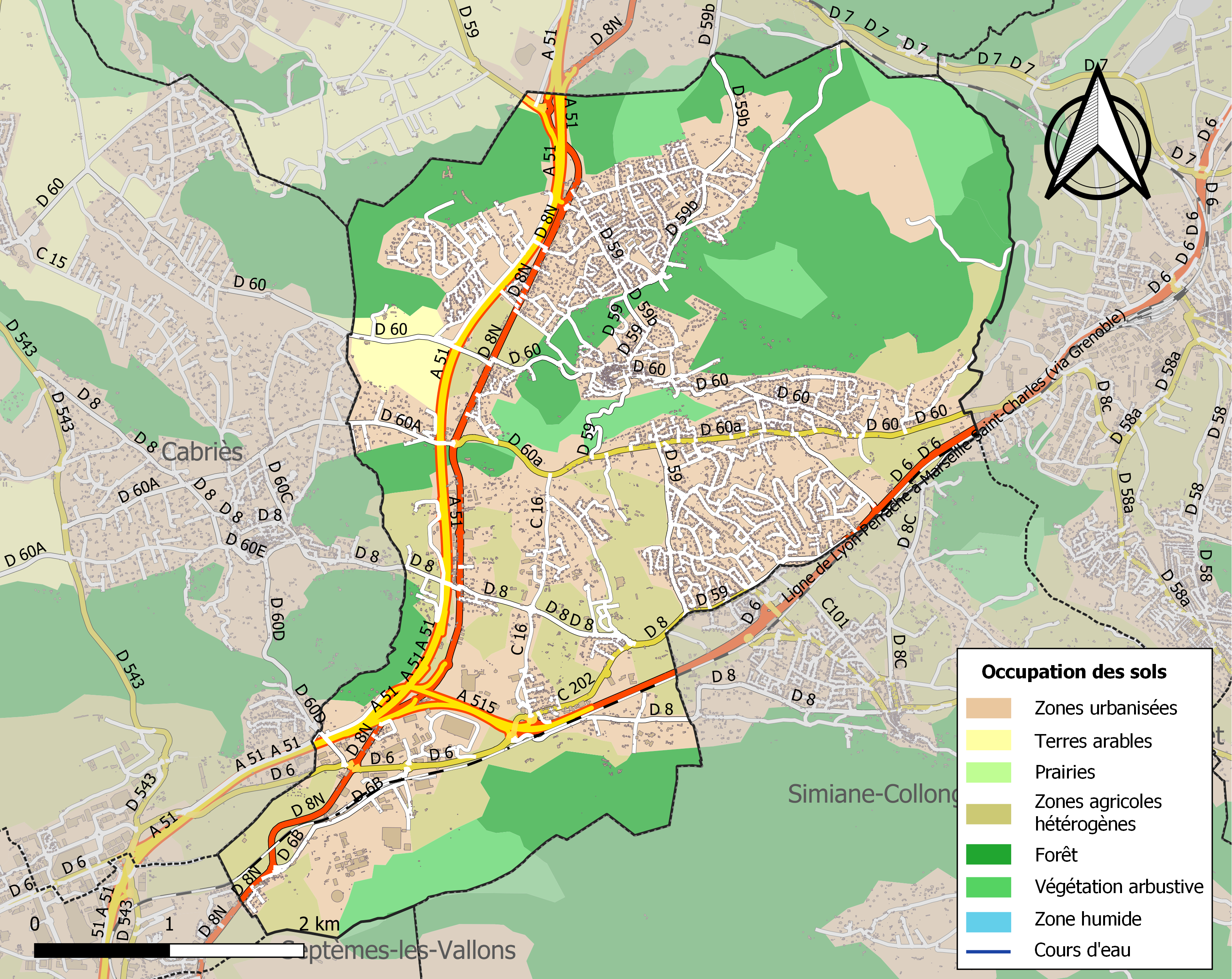

## Demografie
Onderstaande figuur toont het verloop van het inwonertal (bron: INSEE-tellingen).
Vanwege een beveiligingsprobleem met de MediaWiki Graph-software is het momenteel niet mogelijk deze grafiek weer te geven. Zodra de software is bijgewerkt zal de grafiek vanzelf weer zichtbaar worden.